# إبراهيم الطيب
إبراهيم عبد الرزاق الطيب عالم رياضيات سوداني وأستاذ الرياضيات التطبيقية بجامعة نزوى في عمان. وهو عضو في الأكاديمية الأفريقية للعلوم ، والجمعية الفلكية الملكية ، والأكاديمية العالمية للعلوم والجمعية الملكية في إدنبره .

## النشأة والتعليم
ولد الطيب في قرية على نهر النيل ، على بعد حوالي 500 كيلومتر شمال الخرطوم في السودان، حيث التحق بالمدارس الحكومية.  درس في المملكة المتحدة بمنحة دراسية وحصل على البكالوريوس في الرياضيات من جامعة لندن عام 1968. وفي عام 1972 حصل على درجة الدكتوراه في الرياضيات من جامعة نيوكاسل .  

## الحياة المهنية والبحث العلمي
بدأ الطيب عمله محاضرًا في جامعة الخرطوم عام 1972 ومن ثم ترقى إلى صفة أستاذ عام 1980. شغل منصب عميد كلية العلوم الرياضية بالجامعة من عام 1982 إلى عام 1984. وفي عام 1986 انتقل إلى جامعة السلطان قابوس في عمان حيث أسس قسم الرياضيات والحوسبة وأداره من عام 1988 إلى عام 1998. وبعد ذلك عمل أستاذاً للرياضيات التطبيقية في جامعة نزوى في سلطنة عمان. 
نشر الطيب أكثر من 50 بحثًا في المجلات، خاصة في مجالات الجيوفيزياء والمغناطيسية الأرضية وعلم الطيران . كما قام بتطوير نماذج وأساليب رياضية لدراسة باطن الأرض العميق. 

### الأوسمة والجوائز
تم انتخاب الطيب زميلًا للأكاديمية الأفريقية للعلوم عام 1986، والجمعية الفلكية الملكية بلندن عام 1988، والأكاديمية العالمية للعلوم (TWAS) عام 1996، والجمعية الملكية بإدنبره عام 2012.  حصل على جائزة TWAS في الرياضيات عام 1995 وجائزة كومستيك في الرياضيات عام 2007.    عمل في اللجنة التنفيذية للرابطة الدولية للمغناطيسية الأرضية وعلم الطيران (IAGA) من عام 1991 إلى عام 1999 وترأس القسم العلمي الأول في IAGA في المجالات الداخلية والتغيرات العلمانية من عام 1999 إلى عام 2003. لقد كان عضوًا في مجلس دراسة باطن الأرض العميق (SEDI) منذ عام 1987 وكان عضوًا في لجنة جوائز جائزة الرياضيات الدولية TWAS من عام 1998 إلى عام 2006 